# Гажо Василь Андрійович
Василь Андрійович Гажо (угор. Gazsó László; нар. 12 жовтня 1925, Ужгород, Перша Чехословацька Республіка) — радянський український футболіст угорського походження, півзахисник.

## Життєпис
Футболом розпочав займатися в угорській народній школі, з 11 років займався в найсильнішому клубі Закарпаття — «Русь» (Ужгород). (У 1936 році команда виграла чемпіонат Словаччини та вийшла до фінальної частини чемпіонату Чехословаччини 1936/37. Більшість гравців були вчителями, команда мусила грати в найвіддаленіших містах, оскільки в Європі більшість з них мандрували літаками, тому гравці отримали прізвисько летючих професорів.) Дорослу футбольну кар'єру розпочав у «Русі-2» (Ужгород), а в 1943 році був переведений до першого складу у Русі (Ужгород), який виступав у другому дивізіоні чемпіонату Угорщини. (Відповідно до першого Віденського арбітражу (2 листопада 1938 року) частини регіонів Фельвідек та Закарпаття були повернуті до Угорщини, а футбольні команди повернутих районів приєдналися до чемпіонату Угорщини. У сезоні 1943/44 років команда боролася у 4-й групі «Північ» другого дивізіону чемпіонату Угорщини. У наступному сезоні клуб не міг більше виступати у другому дивізіоні Угорщини, тому що на території країни проходив фронт, чемпіонат був перерваний, а команди вищого дивізіону продовжували змагання як військовий чемпіонат до грудня. А «Русь» припинила свої виступи.) Василь також переїхав у Будапешт, де встиг зіграти 3 матчі в футболці столичного «Вашаша», який виступав в еліті угорського футболу.

Паризький мирний договір, який завершив Другу світову війну, приєднав Закарпаття до Радянського Союзу, яке стало частиною УРСР. Восени 1946 року Гажо перевели до української команди другого дивізіону чемпіонату СРСР «Спартак» (Ужгород), яка виграла перший розіграш чемпіонату УРСР та дебютувала в кубку СРСР. Згодом спартаківці неодноразово виходили до фінальних етапів чемпіонату та кубку УРСР, зокрема в 1948 році команда була учасником фінальної частини кубку УРСР (Київ, Стадіон Динамо, 3 жовтня — 26 жовтня 1948 року). На цій стадії суперником ужгородського «Спартака» було вищолігове київське «Динамо», яке в жорсткій, але чесній боротьбі з рахунком 2:1 обіграло ужгородців, а потім й стало переможцем турніру. У тому поєдинку грали два колишні гравці «Спартака» (Георгій Лавер та Янош Фабіян), саме в цьому матчі керівництво київського клубу помітило талановитого «закарпатця», який по ходу наступного сезону перейшов у «Динамо». Окрім Василя, в київському клубі виступало ще 7 гравців-вихідців з Закарпаття: 

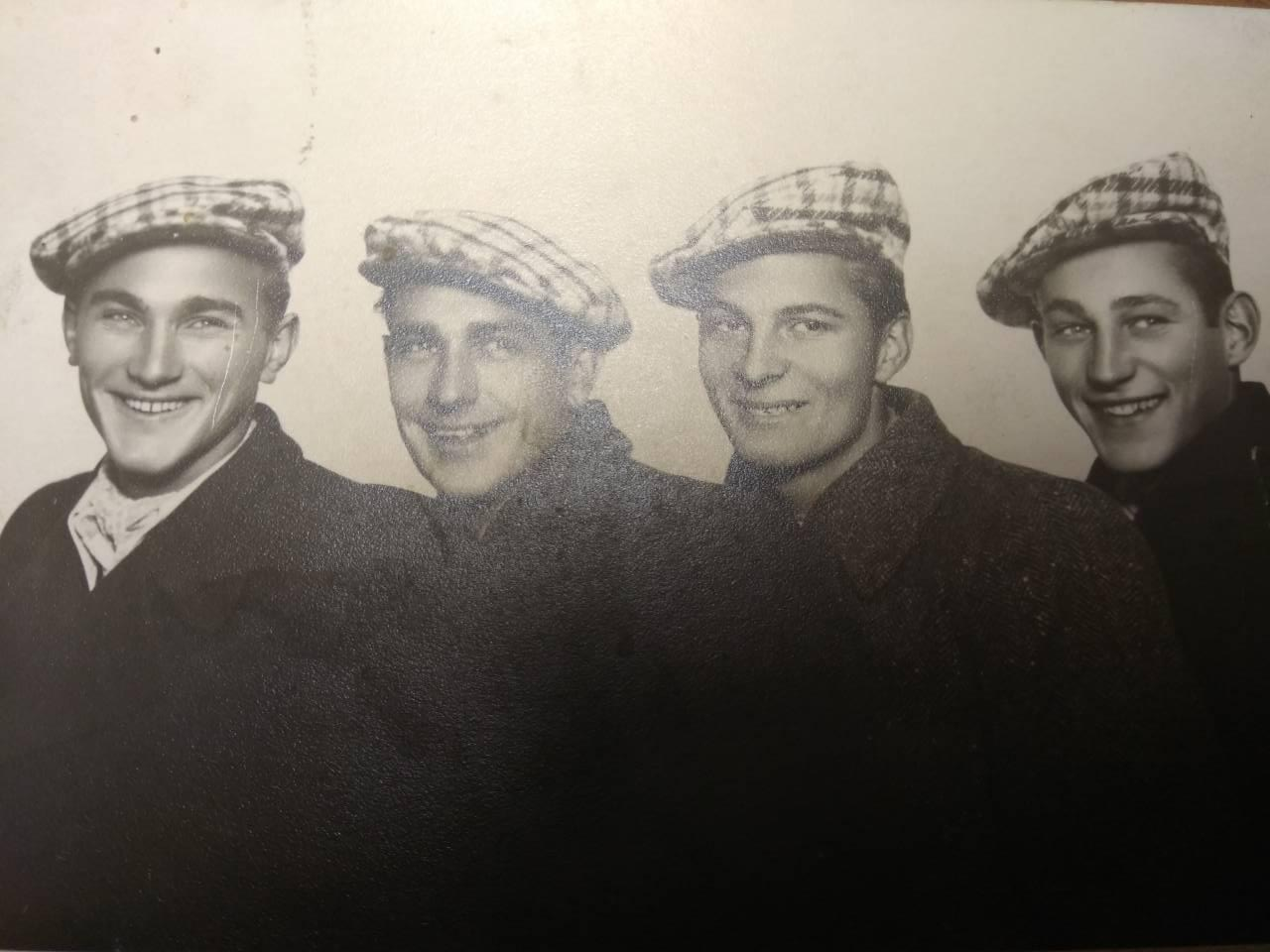
«Спартак» (1948), зліва направо Гажо Василь, Товт Дезидерій, Георгій Лавер, Ернест Юст

Дезидерій Товт, Михайло Михайлина, Ернест Юст, Михайло Коман, Золтан Сенгетовський, Василь Годничак та Золтан Дьєрфі. До цієї когорти молодих угорських талантів, які виховувалися угорськими та чехословацькими клубами, згодом приєднався й Тиберій Попович. За участю цих гравців у 1949 році молодіжна команда київського «Динамо» стала переможцем першого чемпіонату СРСР з футболу серед резервних команд та отримала малі золоті медалі першості. У тогочасному «Динамо» виступало одразу 10 закарпатських угорців, які в майбутньому досягли успіху в національних та міжнародних змаганнях. Проте Гажо не став гравцем першої команди киян, виступав лише за дубль (31 матч, 5 голів).

У 1950 році Гажо повернувся в Ужгород до «Спартака», де відіграв ще понад три сезони, виграв два титули чемпіона УРСР (1950, 1953), переміг у Кубку УРСР (1950), а в 1952 році разом з командою посів 4-те місце в чемпіонаті УРСР. У 1953 році дійшов до півфіналу кубку УРСР. Після цього завершив кар'єру гравця, деякий час тренував ужгородські «Венеру» та «Меблевик», які виступали в чемпіонаті міста та області, з яким у 1954 році здобув звання чемпіона СРСР серед колективів товариства «Червона Зірка».

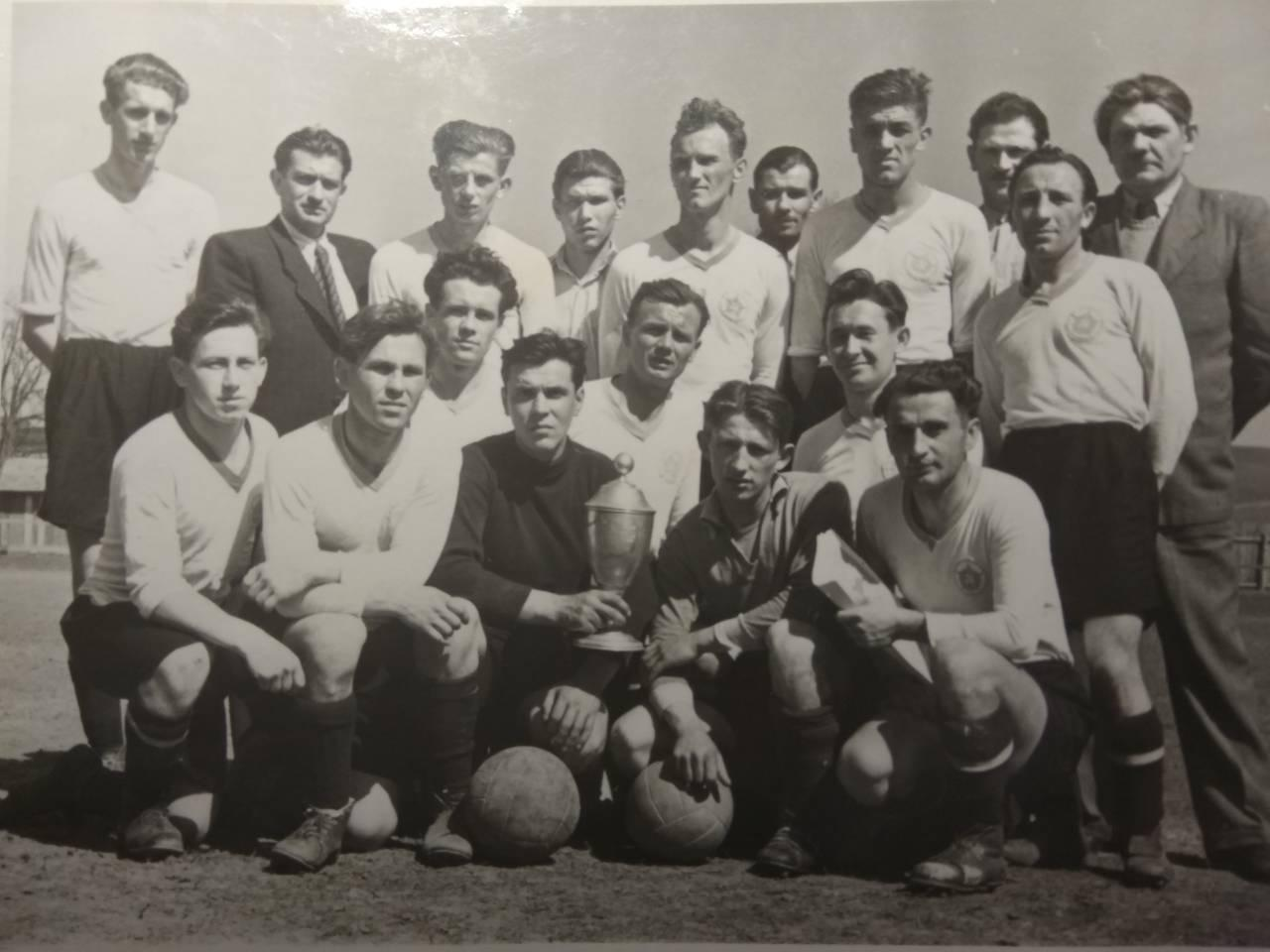
ФК Червона зірка 1952

 Після виходу на пенсію він працював тренером в ужгородському «Спартаку», протягом багатьох років працював у Суддівському комітеті Федерації футболу Закарпатської області та займався суддівством, а згодом і підготовкою найкращих футбольних арбітрів, які обслуговували матчі в міських, районних та обласних змаганнях.

## Досягнення

### Як гравця
- Другий дивізіон чемпіонату Угорщини, Східна зона
  - 4-те місце (1): 1944

- Чемпіонат УРСР
  -  Чемпіон (1): 1953
  - 4-те місце (2): 1948, 1952

- Кубок УРСР
  -  Володар (1): 1950
  - 1/2 фіналу (1): 1953

- Молодіжний чемпіонат СРСР
  -  Чемпіон (1): 1949

- Кубок СРСР
  - 1/4 фіналу (1): 1946